# Bahram Beyzai
Bahram Beyzai är en framträdande persisk dramatiker, filmskapare och forskare.